# 王厚傑
王厚傑（1992年11月9日—））是台灣男子射箭運動員，主攻反曲弓。目前就讀國立體育大學，指導教練為陳詩園。

## 外部連結
- World Archery （页面存档备份，存于）